# 许祐身
許祐身（1821年—1908年），字子原，浙江杭州府仁和縣人，清朝政治人物。俞平伯的外祖父。

## 生平
歷任山東道監察御史、揚州府知府，光緒二十八年（1902年）調松江府知府，二十九年（1903年）調蘇州府知府。

## 家庭
- 祖父許學范，乾隆三十七年（1772年）壬辰科進士。
- 父許乃恩，道光二十三年（1843年）癸卯科舉人，任山東海豐縣知縣、掖縣知縣。
- 伯父許乃濟，嘉慶十四年（1809年）己巳恩科進士。
- 伯父許乃普，嘉慶二十五年（1820年）庚辰科榜眼。
- 伯父許乃釗，道光十五年（1835年）乙未科進士。
- 妹許禧身（字仲蘐，1858-1916），嫁直隸總督陳夔龍。
- 妻俞繡孫（1849-1882），俞樾次女，著有《慧福樓幸草》。
- 長子許引之，字汲侯，任兩浙鹽運使，光緒二十七年（1901年）出使大韓帝國，派駐仁川正領事官，民國時期曾任京奉鐵路總辦、浙江中國銀行行長。有子許寶駒、許寶騤、許寶騄及女許寶馴（俞平伯妻）。
- 女許之雯（1868-1898），著有《緗芸館詩鈔》。
- 女許之仙，嫁光緒二十四年（1898年）戊戌科探花俞陛雲。其子俞平伯。
- 兩女，分別嫁光緒二十四年（1898年）戊戌科進士錢能訓、光緒二十九年（1903年）癸卯補行辛丑壬寅恩正併科進士胡嗣瑗。